# 拉拉·达文波特
拉拉·达文波特（英語：Lara Davenport，1982年12月22日—），生於悉尼，澳大利亚女子游泳运动员，主攻自由泳。曾参加2008年夏季奥林匹克运动会，最终在女子4×200米自由泳接力项目上收获一枚金牌。